# Neoharriotta
Neoharriotta é um género de peixe da família Rhinochimaeridae.
Este género contém as seguintes espécies:
- Neoharriotta carri
- Neoharriotta pinnata
- Neoharriotta pumila